# Traum meines Lebens
Traum meines Lebens (OT: Summertime) ist ein britisch-US-amerikanisches Liebesdrama des Regisseurs David Lean aus dem Jahr 1955. Es ist eine Verfilmung des Bühnenstücks The Time of the Cuckoo von Arthur Laurents.

## Handlung
Jane Hudson, eine alleinstehende „bessere Sekretärin“ mittleren Alters aus Ohio, erfüllt sich ihren Lebenstraum und reist nach Venedig. In Signora Fiorinis Pension muss sie feststellen, dass die anderen Gäste alle zu zweit sind und ihre Tage mit Touren durch die Stadt und Baden am Strand verbringen. Da sind beispielsweise die jungen Künstler Eddie und Phyl, die heftig ineinander verliebt zu sein scheinen; oder das schon zur Karikatur gewordene reiche amerikanische Touristen-Ehepaar, Mr. und Mrs. Lloyd McIlhenny, die Jane ständig mit Ratschlägen überschütten.
Es dauert nicht lange, bis Jane ein Gefühl der Einsamkeit beschleicht. Bei einem ihrer Streifzüge durch die Stadt lernt sie schließlich den Straßenjungen Mauro kennen und freundet sich mit ihm an. Als sie auf dem Markusplatz ein Straßencafé besucht, merkt sie, wie sie von einem Herrn am Nebentisch beobachtet wird. Sie tut aber so, als merke sie nichts davon.
Am nächsten Tag steht Jane vor dem Schaufenster des Antiquitätengeschäfts «Renato de Rossi», wo ihr ein besonders schöner Kelch ins Auge sticht. Kaum hat sie den Laden betreten, erkennt sie in dem Inhaber jenen Italiener wieder, der sie gestern auf dem Markusplatz so aufmerksam gemustert hatte. Die beiden werden sich rasch handelseinig, und zum Schluss bittet Jane den Händler, ihr noch ein zweites Stück zu beschaffen. Renato de Rossi sichert ihr zu, es persönlich in die Pension zu bringen.
Tags darauf passiert Jane beim Fotografieren von Renatos Geschäft ein Missgeschick: Sie stürzt rücklings in einen Kanal. Nachdem Renato von Janes Unfall erfahren hat, eilt er sofort zur Pension, um sich nach ihrem Befinden zu erkundigen. Dabei verabreden sich die beiden zu einem gemeinsamen Abendessen.
Einige Tage später wartet Jane am vereinbarten Platz sehnsuchtsvoll auf ihren Verehrer. Stattdessen kommt jedoch Vito an ihren Tisch, ein Junge, den sie schon in Renatos Laden gesehen und für seinen Neffen gehalten hat. Von ihm muss sie erfahren, dass sein Vater aus verschiedenen Gründen nicht kommen könne. Nun dämmert es Jane, dass Renato verheiratet ist.
Daraufhin will sie ihre Enttäuschung in einer Bar loswerden. Dort trifft sie auf Phyl, die ebenfalls einen unglücklichen Eindruck macht. Phyl hat mit Eddie eine scharfe Auseinandersetzung gehabt und sieht schon ihre Ehe auseinanderbrechen. Als Jane in die Pension zurückkommt, bemerkt sie, wie Signora Fiorini gerade mit Eddie in einer Gondel wegfährt. Außer sich vor Zorn packt sie den kleinen Mauro, den sie auf der Terrasse entdeckt und der offensichtlich die Gondel besorgt hat, zieht ihn ins Haus und beschuldigt ihn der schamlosen Kuppelei. Da taucht unerwartet Renato auf und nimmt den Jungen in Schutz. Er kann nicht verstehen, dass sie ihren Ärger an Mauro auslässt. Nun aber lässt Jane ihrer Wut auf Renato freien Lauf und wirft ihm vor, ihr gegenüber absichtlich verschwiegen zu haben, dass er verheiratet sei. Jetzt kann sich auch Renato nicht länger zurückhalten und macht Jane große Vorwürfe. So entsteht ein handfester Streit, der jedoch bald mit einer Versöhnung endet. Den Abend verbringen die beiden gemeinsam bei der venezianischen Festa del Redentore, die mit einem prächtigen Feuerwerk endet. Dabei überlässt sich Jane ganz dem märchenhaften Zauber von Licht und Farben – und aus dem Abend wird eine Nacht.
Es folgen heitere Tage, die das Paar im Glück schwelgend auf der Insel Burano verbringt, bis Jane zu der Einsicht gelangt, dass es Zeit ist, sich von Renato zu trennen und in die Heimat zurückzukehren. Der Abschied fällt jedoch beiden schwer.

## Hintergrund
Traum meines Lebens basiert auf dem preisgekrönten Bühnenstück The Time of the Cuckoo von Arthur Laurents. Die Ausstattung besorgte der ungarische Filmarchitekt Vincent Korda. Seine Weltpremiere hatte der Film am 29. Mai 1955 im Rahmen der Internationalen Filmfestspiele von Venedig. In Deutschland konnte man ihn erstmals am 30. September 1955 im Kino sehen.
Bei den Dreharbeiten zog sich Katharine Hepburn eine Bindehautentzündung zu, unter der sie den Rest ihres Lebens litt: In einer Szene spielte sie einen Sturz in den Kanal und es wurde anschließend versäumt, ihre Augen zu desinfizieren. Regisseur David Lean bezeichnete Traum meines Lebens in späteren Jahren als Lieblingsfilm unter seinen Werken.

## Synchronisation
Die deutsche Synchronfassung entstand 1955 bei der Deutsche London Film. Das Dialogbuch verfasste G.A. von Ihering, die Dialogregie übernahm Edgar Flatau.
| Rolle                             | Schauspieler      | Dt. Synchronstimme |
| --------------------------------- | ----------------- | ------------------ |
| Jane Hudson                       | Katharine Hepburn | Ingeborg Grunewald |
| Renato de Rossi                   | Rossano Brazzi    | Holger Hagen       |
| Signora Fiorini                   | Isa Miranda       | Ursula Traun       |
| Eddie Yaeger                      | Darren McGavin    | Rolf Mamero        |
| Phyl Yaeger                       | Mari Aldon        | Ruth Grossi        |
| Mrs. McIlhenny                    | Jane Rose         | Änne Bruck         |
| Mr. McIlhenny                     | MacDonald Parke   | Carl Voscherau     |
| Britischer Passagier im Zugabteil | André Morell      | Arnold Marquis     |

## Auszeichnungen
Der Film wurde in den Kategorien Beste Regie und Beste Hauptdarstellerin für den Oscar nominiert. Weitere Nominierungen erhielt er für den British Film Academy Award in den Kategorien Bester Film und Beste ausländische Darstellerin.

## Kritiken
Beim US-amerikanischen Kritikerportal Rotten Tomatoes besitzt der Film, basierend auf 14 Kritiken, eine positive Wertung von 93 %. Bosley Crowther lobte in der New York Times vom 22. Juni 1955 die überzeugende Leistung von Hepburn in der Hauptrolle. Lean habe Venedig in seinem Film zur treibenden Kraft gemacht und die Stadt wunderschön eingefangen. Crowther kritisierte allerdings, dass die Liebesgeschichte teilweise unglaubwürdig wirke, insbesondere das abrupte Ende der Beziehung.
Das Lexikon des internationalen Films gelangt zu einer positiven Einschätzung: „Atmosphärisch dicht und einfühlsam, farbschön fotografiert, fesselt der bisweilen hart an der Grenze des Sentimentalen balancierende Film David Leans vor allem durch die Schauspielkunst der Katharine Hepburn.“ Prisma schreibt: „Der an Originalschauplätzen hervorragend fotografierte Film zeigt Katharine Hepburn in einer ihrer besten Rollen.“